# William John Wills

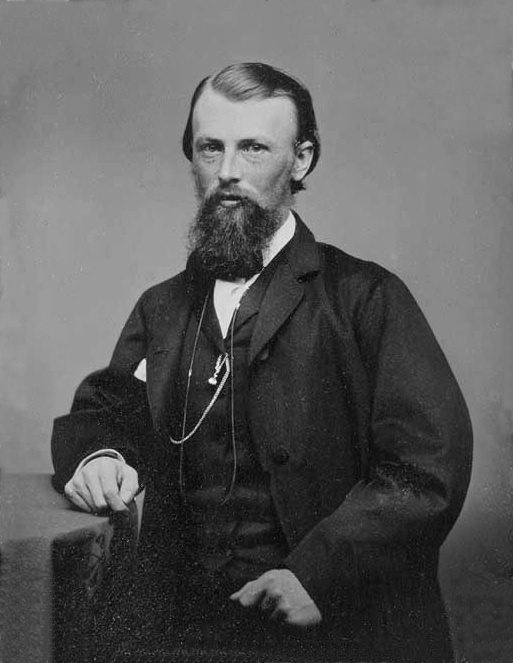
William John Wills

William John Wills (ur. 5 stycznia 1834, zm. 28 lub 29 czerwca 1861) – amerykański badacz Australii.

## Początek wyprawy
W 1859 roku rząd Południowej Australii, zaoferował nagrodę osobie, której jako pierwszej uda się przebyć cały kontynent z południa na północ. Wills dostrzegł swoją szansę i zorganizował wyprawę angażując w nią najlepszych ludzi i doświadczonego przewodnika Roberta Burke. Była to jedna z najdrożej wyposażonych ekspedycji w dziejach Australii. Jednak Wills nie dysponował wiedzą na temat australijskiego pustkowia. W sierpniu 1860 roku wyprawa wyruszyła z Melbourne, żegnana przez rozentuzjazmowane tłumy. Na czele kroczyli Burke i Wills, a za nimi pozostałych 15 członków wyprawy, za którymi podążało 25 wielbłądów i 23 konie z wozami ze sprzętem i zapasami żywności. Po dwóch miesiącach ekspedycja Willsa dotarła do Menindee, gdzie rozbito obóz, lecz z powodu kłótni między uczestnikami wyprawy, Wills musiał zwolnić kilku z nich. Wyprawa bardzo się rozciągnęła, gdyż poszczególne grupy poruszały się z różną prędkością. Pod koniec października 1860 roku William Wills dowiedział się o konkurencyjnej wyprawie Johna Stuarta, który podążał na północ, w kierunku Darwin. Na początku listopada 1860 roku, w temperaturze sięgającej 50 stopni Celsjusza, Wills i Burke razem z siedmioma innymi członkami wyprawy wyruszyli w kierunku północno-zachodnim do odległej o 645 kilometrów Cooper Creek. Gdy dotarli do rzeki okresowej, Wills powierzył Williamowi Brahe'owi (jednemu z członków ekspedycji) pieczę nad pozostałymi zwierzętami i zapasami żywności. Brahe miał czekać trzy miesiące lub do wyczerpania zapasów. W tym czasie Burke, Wills, Charles Grey i John King podjęli próbę dotarcia do Zatoki Karpentaria.

## Przeszkoda
Nagle zmieniła się pogoda, coraz częściej następowały burze z gradem. Ziemia nasiąkła wodą, powodując że wielbłądy chodziły wolniej i grzęzły w piasku.
Wills zdecydował się je zastrzelić, dalej cała czwórka podążyła pieszo. W połowie lutego 1861 roku widzieli brzeg zatoki i poczuli z bliska zapach morza, ale drogę zagrodziły im lasy namorzynowe. W tej sytuacji Wills z goryczą zdecydował się na powrót.

## Droga powrotna
Droga powrotna zamieniła się w koszmar. Wyprawa zawróciła do Cooper Creek. Przemoczyły ich ulewne długotrwałe deszcze. Cała czwórka gorączkowała, najbardziej Wills i King. Kurczyły się zapasy żywności tak, że na jednego uczestnika wyprawy przypadało pół konserwy i kromka chleba na dobę.
Zabijano konie dzień po dniu dla mięsa. Grey świadomie zostawiał bagaże na pustyni, aż pewnego dnia zrzucając z martwego konia siodło, upadł na ziemię i już nie wstał.
Cztery dni później, 21 kwietnia 1861 roku, pozostała przy życiu trójka: Wills, Burke i King, dotarła do Cooper Creek, mając nadzieję, że zastanie tam Brahe'a z zapasami żywności. Nie zastali żywej duszy, znaleźli tylko wiadomość pozostawioną przez Brahe'a. Przekonany o śmierci towarzyszy wyruszył samotnie z pozostałymi wielbłądami do Menindee, jak wynikało z listu, 7 godzin przed przybyciem Willsa do obozu. Zamiast podjąć próbę odnalezienia Brahe'a, który znajdował się zaledwie 23 kilometry od nich, nieświadomy tego Wills 
zdecydował, że powinni wybrać najkrótszą drogę do Adelaide. Zagubiony i zrezygnowany William Wills krążył bezwiednie z towarzyszami po pustyni Simpsona zjadając ostatniego z wielbłądów, w końcu zawrócił do Cooper Creek. Tam minął się z grupą Brahe'a i ekipą ratowniczą, które były w tym samym miejscu tuż przed nim. Zabrakło 3 kilometrów. Brahe, nie znajdując nikogo, zawrócił do Melbourne.

## Śmierć
Wills, Burke i King słabli z godziny na godzinę. Głodowali i mieli halucynacje; najsilniejszy King zajmował się Willsem i Burke'em.
William Wills zmarł 28 lub 29 czerwca 1861 roku (dokładna data śmierci nie jest znana) w wyniku nagłego ataku gorączki.
Niecały tydzień później zmarł Burke. Jedyny pozostały przy życiu John King czołgał się na pustyni przez tydzień, ostatkiem sił docierając do osady Aborygenów.
Po trzech miesiącach, chudego i spalonego słońcem Kinga, zabrała do Melbourne ekipa ratunkowa. W drodze powrotnej odszukano ciała Willsa, Burke’a i Greya i pochowano je na cmentarzu w Melbourne. Ogłoszono żałobę narodową w całej Australii.
Wills i jego ekipa byli pierwszymi ludźmi, którzy dotarli na północne wybrzeże Australii od południa.